# Гайдис, Повилас
Повилас Гайдис (лит. Povilas Gaidys; 24 мая 1937, Субачюс, Паневежский уезд, Литва — 11 июля 2021, Клайпеда, Литва) — советский и литовский режиссёр, актёр театра и кино. Народный артист Литовской ССР (1987). Кавалер ордена Великого князя Литовского Гядиминаса (2002).

## Биография
Родился 24 мая 1937 года в городке Субачюс Паневежского уезда Литвы.
В 1958 году окончил актёрский факультет Литовской государственной консерватории, а в 1963 году — режиссёрский факультет ГИТИС.
С 1963 года — актёр и режиссёр Клайпедского драматического театра. С 2001 года — главный режиссёр и художественный руководитель театра.

## Награды и почетные звания
- Лауреат Государственной премии Литовской ССР (1979).
- Народный артист Литовской ССР (1987).
- Офицерский крест ордена Великого князя Литовского Гядиминаса (2002).

## Театральные работы
- «Банкет», Нил Саймон (2005);
- «Одноактная монопьеса начинающего актёра», Юстас Тертелис (2008);
- «Проститутка», Эрик-Эммануэль Шмитт (2006);
- «Оскар и миссис Роуз», Эрик-Эмануэль Шмитт (2009);
- «Тектоника чувств», Эрик-Эмануэль Шмитт (2010);
- «Мышьяк и старые кружева», Йозеф Кессельринг (2011);
- «Огонь за пазухой» Г. Кановичюса (1972, Ленинградский театр им. Ленсовета).

## Роли в кино
- 1969 — «Июнь, начало лета» | «Birželis, vasaros pradžia» — Бальчюнас, корреспондент;
- 1970 — «Мужское лето» | «Vyrų vasara» — провокатор;
- 1971 — «Раны земли нашей» | «Žaizdos žemės mūsų» — Диргела;
- 1974 — «Расколотое небо» | «Perskeltas dangus» — председатель Тракимас (дублировал Эрнст Романов);
- 1976 — «Долгое путешествие к морю» | «Ilga kelionė prie jūros» — капитан;
- 1976 — «Приключения Калле-сыщика» | «Seklio Kalio nuotykiai» — комиссар полиции;
- 1978 — «Смилуйся над нами» | «Pasigailėk mūsų» — немецкий офицер;
- 1979 — «Лицо на мишени» | «Veidas taikinyje» — отец Браун;
- 1980 — «Миллионы Ферфакса» — Тигги Даунтри, муж Люси;
- 1982 — «Богач, бедняк…» (4-я серия) | «Turtuolis, vargšas» — Дженингс, друг Томаса Джордаха;
- 1983 — «Женщина и четверо её мужчин» | «Moterį ir keturis jos vyrus» — Маузенхунд;
- 1983 — «Полёт через Атлантический океан» | «Skrydis per Atlantą» — Кимбл;
- 1984 — «Свадьба в лесу» | «Vestuvės girioje» — Мартинас;
- 1986 — «Все против одного» | «Visi prieš vieną» — судья;
- 1986 — «Золотая цепь» — Эстамп;
- 1987 — «Выставка» | «Parodų rūmai» — член жюри;
- 1992 — «Тайна» — Сэм Патрик, частный детектив;
- 2000 — «Жизнь Эльзы» | «Elze’s Life | Elze is Gilijos (Литва, Германия)» — пастор.